# Arata Isozaki
Arata Isozaki (Oita, 23 de juliol de 1931 - Tòquio, 29 de desembre de 2022) va ser un arquitecte, dissenyador urbà i teòric japonès. Fou guardonat el 1986 amb la Medalla d'Or del RIBA i el 2019 amb el Premi Pritzker d'Arquitectura. A Catalunya és conegut per haver projectat el Palau Sant Jordi de Barcelona.
Isozaki va néixer a Oita, a l'illa de Kyushu, fill d'una família de classe alta. De ben jove, copsà la devastació causada pels bombardeigs d'Hiroshima i Nagasaki i, en part commogut per aquest fet, va estudiar arquitectura a la Universitat de Tòquio. El 1961 es va doctorar en arquitectura per la mateixa institució. Va treballar amb l'arquitecte Kenzo Tange i, dos anys més tard, engegà la seva empresa: Arata Isozaki & Associates.
Els primers projectes foren fortament influïts per referents europeus, a cavall entre el brutalisme i l'arquitectura metabòlica, com ara l'edifici del Col·legi de Metges d'Oita. Conegut mundialment pel Museu d'Art de la Província de Gumma, a Takasaki, el Museu d'Art Contemporani de Los Angeles i el Palau Sant Jordi, Isozaki ha distingit els seus edificis per les formes i els colors agosarats i els detalls d'inventiva. Els seus dissenys s'han inspirat sovint en conceptes típicament asiàtics, com la filosofia del Yin i Yang aplicada a la definició d'espais complementaris. N'és un exemple, la seu de la corporació Disney i el Team Disney Building, a Orlando.
Isozaki ha exercit com a professor invitat en diverses institucions d'arreu del món, com ara les universitats de Harvard o Yale. Ha escrit nombrosos assaigs sobre arquitectura, entre els quals Japan-ness in Architecture (traducció en anglès, 2006).

## Obres representatives[5]
- Edifici del Col·legi de Metges (1959-1960, desaparegut, Prefectura d'Ōita, Japó)
- Biblioteca Municipal (1962-1966, Kitakyushu, Japó)
- Club de Fujimi (1973-74, Fujimi, Japó)
- Museu de Belles Arts (1971-1974, Takasaki, Japó)
- Casa Yano (1973-1975, Kawasaki, Japó)
- Edifici Shuhosha (1974-1975, Fukuoka, Japó)
- Centre Cívic (1979-1983, Tsukuba, Japó)
- Museu d'Art Contemporani de Los Angeles (MOCA) (1981-1986, Los Angeles, Califòrnia, EUA)
- Projecte de Fundació Daniel Templon (1986, Valbonne, França)
- Edifici Arch, Universitat Bond (1987-1989, Gold Coast, Austràlia)
- Palau Sant Jordi (1983-1990, Barcelona, Catalunya)
- Edifici d'Oficines Team Disney (1987-1991, Orlando (Florida), EUA)
- Ampliació del Museu d'Art de Brooklyn (1986-1992, Nova York, EUA)
- Centre d'Art Japonès i d´Història (1990-1994, Cracòvia, Polònia)
- Parc Universitari (1995, Santiago de Compostel·la, Galícia)
- Sala de concerts de Kyoto, (1991-1995, Kyoto, Japó)
- Casa de l'Home (DOMUS) (1993-1995, la Corunya, Galícia)
- Pavelló poliesportiu de Palafolls "El Palauet" (1987-1996, Palafolls, Catalunya)
- Parc de la Muntanyeta de Sant Boi (1994-2000, Barcelona, Catalunya)
- Illa de Blanes (1998-2002, Blanes, Espanya)
- Accés al CaixaForum Barcelona (1999-2002, Barcelona, Catalunya)
- Bahns d'Arties (2004, Arties, Vall d'Aran, Catalunya)
- Ciutat del Motor d'Aragó (2002-2005, Alcanyís, Espanya)
- Planta 10 de l'Hotel Puerta América (2003-2005, Madrid, Espanya)
- Torino Palasport Olimpico, pista de gel dels Jocs Olímpics d'Hivern de 2006 (2000-2006, Torí, Itàlia)
- Isozaki Atea (1999-2009, Bilbao, País Basc)
- Bodegues La Horra (2008, Burgos, Espanya)
- Museu Nacional de Civilització Egípcia - Disseny de la Exposició (2010, El Caire, Egipte)
- Centre Nacional de Convencions de Qatar (2011, Doha, Qatar)
- D38, seu de l'Agència Tributària de Catalunya (2002-2011, Barcelona, Catalunya)
- Concurs d'Idees per al Centre d'Interpretació de la Múrcia Medieval (2011-2012, Múrcia, Espanya)
- Concurs Museu de la Evolució Humana (2000, Burgos, Espanya)
- Concurs Ordenació de la Estació de Canfranc (2001, Osca, Espanya)
- Concurs Conjunt Arquitectònic dedicat als Sanfermines (2001, Pamplona, Navarra)

## Premis i reconeixements
- Premi Anual de l'Associació d'Arquitectura del Japó (1967 i 1975)
- Premi d'Art de Mainichi (1983)
- RIBA Gold Medal (1986)[3]
- Guardó Internacional "Arquitectura en pedra" (1987)
- Premi d'Arquitectura de Chicago (1990)
- Guardó d'Honor de l'Institut Americà d'Arquitectes (1992)
- Guardó d'Honor del RIBA (1994)
- Lleó d'Or de la 6a Biennal d'Arquitectura de Venècia (1996)
- Premi Europeu de la Crítica ECC (2012) per la instal·lació Zhongyuan a Venècia[6][7]
- Premi Pritzker (2019)[3]